# Parasipyloidea
Parasipyloidea é um género de bicho-pau pertencente à família Lonchodidae.
Espécies:
- Parasipyloidea acuminata Redtenbacher, 1908
- Parasipyloidea aenea Redtenbacher, 1908
- Parasipyloidea carinata Ho, 2013
- Parasipyloidea emeiensis Chen & He, 1994
- Parasipyloidea exigua Günther, 1934
- Parasipyloidea fictus (Redtenbacher, 1908)
- Parasipyloidea galbina Ho, 2013
- Parasipyloidea jinggangshanensis Ho, 2015
- Parasipyloidea minuta Redtenbacher, 1908
- Parasipyloidea montana Redtenbacher, 1908
- Parasipyloidea nigrimarginata Ho, 2017
- Parasipyloidea novaeguineae Redtenbacher, 1908
- Parasipyloidea rugulosa Chen & He, 2008
- Parasipyloidea scalprifera (Günther, 1935)
- Parasipyloidea seiferti Hennemann, 2002
- Parasipyloidea shiva (Westwood, 1859)
- Parasipyloidea sinensis Ho, 2013
- Parasipyloidea zehntneri Redtenbacher, 1908